# Marc Garcia Antonell
|  | «Marc Garcia» redirigeix aquí. Vegeu-ne altres significats a «Marc Garcia Coté». |

Marc Garcia Antonell (Manresa, Bages, 7 de març de 1996) és un jugador de bàsquet català. Juga d'escorta i el seu actual equip és el Montakit Fuenlabrada.

## Carrera esportiva
Es va formar en les categories de base de la Unió Manresana i Sant Fruitós, per passar en la temporada 2010-11 al CB Manresa cadet on va estar dues temporades i al setembre de 2012 va fitxar pel FC Barcelona júnior.
La temporada 2013-14 ha jugat en el filial de la Lliga Adecco Oro, on ha fet una mitjana de d'11,4 punts per partit, 38,5% en llançaments triples, i 2,2 rebots per partit.
Va ser nomenat el MVP de 2014 del Torneig Internacional Júnior de L'Hospitalet, va fer una mitjana de 24,3 punts per partit.
El 2014 el Bàsquet Manresa va arribar a un acord per a la cessió per dos anys de l'escorta, procedent del FC Barcelona.
El 29 de juliol de 2016, Marc Garcia fou cedit durant dues temporades al CB Sevilla. L'estiu de 2017 el Barça de Sito Alonso el va recuperar, per formar part del primer equip, i ajudar puntualment el filial.

### Selecció espanyola
El 24 de juliol de 2016, Marc García va aconseguir la medalla d'or en el Campionat d'Europa sub-20 guanyant la final contra Lituània. Marc García va ser designat MVP del torneig.